# یارمیلا گایدوشووا
 یارمیلا گایدوشووا (اسلواکی: Jarmila Gajdošová؛ زاده ۲۶ آوریل ۱۹۸۷) یک تنیس‌باز اهل اسلواکی است.